# 西湖村
西湖村（にしのうみむら）は山梨県南都留郡にあった村。現在の富士河口湖町西湖にあたる。発足当初は同町長浜も含み、後身の西浜村と同じ領域であった。

## 地理
- 山：毛無山、十二ヶ岳、金山、鬼ヶ岳、雪頭ヶ岳、鍵掛、王岳、紅葉台、足和田山
- 湖沼：西湖

## 歴史
- 1889年（明治22年）7月1日 - 町村制の施行により、東八代郡西湖村・南都留郡長浜村の区域をもって南都留郡西湖村が発足。
- 1892年（明治25年）4月1日 - 大字長浜が分立して長浜村が発足。
- 1942年（昭和17年）7月8日 - 長浜村と合併して西浜村が発足。同日西湖村廃止。